# Третейский суд
Трете́йский суд — единоличный арбитр (третейский судья) или коллегия арбитров, избранные в согласованном порядке сторонами или назначенные Арбитражным учреждением для разрешения спора, возникшего из гражданско-правовых отношений. Федеральным законом могут устанавливаться ограничения на передачу отдельных категорий споров в арбитраж (третейское разбирательство). Рассматривает споры между юридическими лицами, юридическими лицами и гражданами, а также граждан между собой. Это суд посредника или посредников (в противоположность самосуду сторон), и притом лица частного (в противоположность суду государственному). 
Арбитражные учреждения (третейские суды) являются институтом саморегулирования гражданского общества, осуществляющим правоприменительную деятельность (разрешение гражданско-правовых споров) на основе взаимного волеизъявления сторон (Арбитражного соглашения). В процессе третейского разбирательства, так же как и в государственном судопроизводстве, применимы альтернативные способы урегулирования споров.
Третейский суд — институт весьма древний; он предшествовал суду государственному, требующему для своего появления более высокого уровня культурного развития.

## Виды третейских судов
Деятельность российских третейских судов регулируется на трех уровнях:
1. Общеевропейский (Европейская конвенция «О внешнеторговом арбитраже»)
2. Федеральный (Федеральный закон РФ № 382-ФЗ от 29.12.2015 «Об арбитраже (третейском разбирательстве) в Российской Федерации»; при рассмотрении споров с участием хотя бы одного из иностранных субъектов также регулируется Законом РФ «О международном коммерческом арбитраже» от 7 июля 1993 г.)
3. Местный (Регламент постоянно действующего арбитражного учреждения).

Постоянно действующее арбитражное учреждение осуществляет свою деятельность в соответствии с правилами арбитража. Постоянно действующее арбитражное учреждение вправе иметь более чем одни правила арбитража, в том числе правила международного коммерческого арбитража, правила арбитража внутренних споров, правила ускоренного арбитража, правила арбитража конкретных видов споров, правила арбитража корпоративных споров. 
В арбитражном соглашении стороны также могут записать свои правила, являющиеся обязательными для арбитража (Третейского разбирательства).

### Учреждение третейского суда
В Российской Федерации постоянно действующие арбитражные учреждения создаются при некоммерческих организациях. Создание постоянно действующих арбитражных учреждений федеральными органами государственной власти, органами государственной власти субъектов Российской Федерации, органами местного самоуправления, государственными и муниципальными учреждениями, государственными корпорациями, государственными компаниями, политическими партиями и религиозными организациями, а также адвокатскими образованиями, адвокатскими палатами субъектов Российской Федерации и Федеральной палатой адвокатов Российской Федерации, нотариальными палатами и Федеральной нотариальной палатой не допускается. Запрещается создание в Российской Федерации постоянно действующих арбитражных учреждений, наименования которых включают в себя словосочетания «арбитражный суд» и «третейский суд», если полное наименование учреждения сходно до степени смешения с наименованиями судов Российской Федерации или иным образом способно ввести участников гражданского оборота в заблуждение относительно правовой природы и полномочий постоянно действующего арбитражного учреждения.
Арбитр (третейский судья), физическое лицо достигшее возраста 25 лет, если он председательствует в коллегии или рассматривает дело единолично, то обязан иметь высшее юридическое образование, не должен иметь не снятую или не погашенную судимость. Также должны отсутствовать какие-либо компрометирующие сведения. 
Не требуется получение права на осуществление функций постоянно действующего арбитражного учреждения, предоставляемого актом Правительства Российской Федерации Международному коммерческому арбитражному суду и Морской арбитражной комиссии при Торгово-Промышленной палате Российской Федерации). 
Порядок создания третейского суда для рассмотрения споров между российскими организациями на территории РФ определяется Федеральным законом РФ № 382-ФЗ от 29.12.2015 «Об арбитраже (третейском разбирательстве) в Российской федерации». До вступления в силу 01.09.2016 года (Федеральным законом «О третейских судах в Российской Федерации» № 102-ФЗ от 24.07.2002г (до принятия этого закона — «Временным положением о третейском суде для разрешения экономических споров» (утверждено постановлением Верховного Совета РФ от 24 июня 1992 г.)).

## Третейское соглашение
Компетенция третейского суда основывается на соглашении сторон.
Третейское соглашение может быть заключено в виде третейской оговорки в договоре (раздел «Порядок разрешения споров») или в дополнительном соглашении к действующему договору. Также третейское соглашение может быть заключено в виде отдельного письменного соглашения. Такое соглашение возможно заключить на любой стадии спора, в том числе если дело уже находится в государственном суде (до принятия решения в первой инстанции).
Третейская оговорка может быть трех видов:
1. безальтернативная: «Все споры по настоящему договору передаются на разрешение в <название третейского суда>»,
2. альтернативная: «Все споры по настоящему договору передаются на разрешение по выбору истца, или в <название государственного суда>, или в <название третейского суда>»,
3. конкретизирующая: «Споры, связанные с <вид нарушения> передаются на разрешение в <название третейского суда>. Все остальные споры передаются на разрешение в <название государственного суда>».

## Сравнительная характеристика разбирательства в третейском и в государственном судах
1. Право на обжалование решений в третейском суде принадлежит только сторонам (ст. 40 ФЗ «О третейских судах в РФ»). В государственном суде обжаловать решение могут стороны и другие лица, участвующие в деле (часть 2 ст. 320 ГПК РФ)
2. Срок на обжалование. В третейском суде — 3 месяца со дня получения стороной решения третейского суда (ст. 40 ФЗ «О третейских судах»), в государственном суде апелляционная жалоба или представление могут быть поданы в течение 1 месяца со дня принятия решения суда в окончательной форме (ч. 2 ст. 321 ГПК РФ)
3. Основания для обжалования решений третейского суда определяются соблюдением процедурных требований, а не на защиту материальных или процессуальных прав (ст. 42 указанного ФЗ), пересмотр дела по существу возможен только если дело рассматривалось в государственном суде (ч. 1 ст. 327 ГПК)
4. Окончательность решения. Если стороны в третейском соглашении предусмотрели, что решение третейского суда является окончательным, то его оспаривание невозможно (ст. 40 ФЗ). . Решения государственного суда первой инстанции можно обжаловать в апелляционном порядке всегда (ч. 1 ст. 320 ГПК РФ)
5. Отсутствие обеспечения иска. Третейский суд может принимать решение об обеспечении иска, однако для принудительного исполнения такого определения заинтересованной стороне необходимо обратиться с этим заявлением в компетентный суд (ч. 4 ст. 25 ФЗ). Государственный суд может принимать меры по обеспечению иска самостоятельно (ст. 139 ГПК). И такие определения государственного суда исполняются непосредственно. По общему правилу, решение третейского суда исполняется добровольно (ч. 1 ст. 44 ФЗ)[1]. Для его принудительного исполнения необходимо подать заявление о выдаче исполнительного листа в компетентный суд (ст. 45 ФЗ).На решение государственного суда исполнительный лист выдается по простому заявлению взыскателя после вступления соответствующего судебного акта в законную силу (ч. 1 ст. 428 ГПК РФ)
6. Отсутствие возможности истребования доказательств. Государственный суд, в отличие от третейского, может истребовать доказательства по делу (ч. 2 ст. 57 ГПК РФ) и при их непредставлении накладывать штраф (ч. 3 ст. 57 ГПК)
7. Формирование состава. В третейском суде стороны вправе формировать состав по своему соглашению для разрешения конкретного спора (ч. 3 ст. 10 ФЗ). В постоянно действующих третейских судах формирование состава происходит в порядке, установленном правилами постоянно действующего третейского суда (ч. 2 ст. 10 фз). Состав государственного суда формируется с учётом нагрузки и специализации судей (ч. 3 ст. 13 ГПК РФ) без учёта воли сторон спора.
8. Место проведения третейского разбирательства определяется соглашением сторон или с учётом всех обстоятельств дела, включающих фактор удобства для сторон (ст. 20 ФЗ). В государственном суде место — императивно по месту нахождения суда, которому подсудно дело (гл. 3 ГПК РФ)
9. По общему правилу третейское заседание — закрытое (ч. 4 ст. 27 ФЗ). Разбирательство в государственном суде по общему правилу открытое (ст. 10 ГПК РФ)
10. Ведение протокола заседания третейского суда может быть отменено соглашением сторон (ст. 30 ФЗ). В государственном суде установлена обязательность ведения протокола (ст. 228 ГПК РФ).
11. конфиденциальность участников судебного процесса
12. немедленное вступление решения в силу
13. Обеспеченность международным законодательством. В отличие от решений государственных судов, исполнение решений третейских судов по спорам с участием иностранных лиц обеспечено международным законодательством (международные коммерческие арбитражи; эти решения исполнимы в рамках Нью-Йоркской Конвенции 1958 г., в которой участвует большинство государств мира)

## Порядок третейского судопроизводства
В Третейский суд с иском может обратиться любое юридическое или физическое лицо. Иск может быть в отношении любого юридического или физического лица.
Основанием для принятия иска к рассмотрению Третейским судом является третейское соглашение — письменное соглашение сторон о передаче спора по заключенному между ними договору в конкретный Третейский суд.
Истец уплачивает Третейскому суду третейский сбор, в порядке и размере установленном Регламентом.
Рассмотрение иска чаще всего проходит в одно судебное заседание.
Состав Третейского суда для разрешения иска может определяться либо Регламентом Третейского суда, либо третейским соглашением. Он может быть единоличным или коллегиальным. В первом случае судья выбирается сторонами либо назначается председателем суда. Во втором случае стороны предлагают своих арбитров, которые затем выбирают председательствующего Третейского судью (из списка судей Третейского суда), однако регламентом конкретного третейского суда может быть предусмотрен и иной порядок назначения судей. Председательствующий может иметь полномочия суперарбитра, которому принадлежит право принятия окончательного решения в случае разногласия между третейскими судьями, входящими в состав конкретного Третейского суда.
Результат третейского разбирательства оформляется судебным решением, которое незамедлительно становится обязательным, если в третейской записи стороны не предусмотрели иного.
Решение Третейского суда подлежит немедленному добровольному исполнению. Если решение Третейского суда не исполнено добровольно, то оно подлежит принудительному исполнению. В этом случае государственный суд вызывает стороны третейского разбирательства и предлагает им заявить о наличии оснований для отказа в выдаче исполнительного листа (исчерпывающий перечень оснований установлен ст. 239 АПК РФ и 426 ГПК РФ). Если оснований нет, то выдаётся исполнительный лист, который взыскатель имеет право направить в Федеральную службу судебных приставов либо в определённых законом случаях осуществить принудительное взыскание самостоятельно.
За неисполнение решения Третейского суда проигравшей стороной добровольно, третейским соглашением или Регламентом может быть предусмотрен штраф.

## Обжалование решений третейского суда
Гражданским процессуальным (глава 46 ГПК РФ) и арбитражным процессуальным (глава 30, параграф 1 АПК РФ) законодательством определён порядок оспаривания решений третейских судов.
Принудительное исполнение решений третейского суда осуществляется на основании исполнительного листа, выдаваемого компетентным судом по заявлению стороны спора, после процедуры судебной проверки при отсутствии основания для отказа в его выдаче (глава 47 Гражданского процессуального кодекса (ГПК)РФ и глава 30, параграф 2 АПК РФ), в частности:
1. если третейское соглашение недействительно по основаниям, предусмотренным федеральным законом;
2. сторона не была уведомлена должным образом об избрании (назначении) третейских судей или о третейском разбирательстве, в том числе о времени и месте заседания третейского суда, либо по другим уважительным причинам не могла представить третейскому суду свои объяснения;
3. решение третейского суда принято по спору, не предусмотренному третейским соглашением или не подпадающему под его условия, либо содержит постановления по вопросам, выходящим за пределы третейского соглашения. Если постановления по вопросам, охватываемым третейским соглашением, могут быть отделены от постановлений по вопросам, не охватываемым таким соглашением, суд выдает исполнительный лист только на ту часть решения третейского суда, которая содержит постановления по вопросам, охватываемым третейским соглашением;
4. состав третейского суда или процедура третейского разбирательства не соответствовали третейскому соглашению или федеральному закону;
5. решение ещё не стало обязательным для сторон третейского разбирательства или было отменено судом в соответствии с федеральным законом, на основании которого было принято решение третейского суда;
6. спор, рассмотренный третейским судом, не может быть предметом третейского разбирательства в соответствии с федеральным законом;
7. решение третейского суда нарушает основополагающие принципы российского права.

Оспариванию подлежит и правомерность выдачи исполнительного листа третейским судом.
Претензии сторон по существу третейского разбирательства основаниями для отказа в выдаче исполнительного листа не являются.
Отмена решения Третейского суда невозможна, если в третейском соглашении или в Регламенте суда имеется указание на его окончательность.

## Зарубежная практика
Практика рассмотрения споров третейскими судами применяется во многих западных странах.

### США
В США около 60 % коммерческих споров рассматриваются третейскими судами. В США третейское разбирательство — арбитраж, который регулируется на федеральном уровне Федеральным арбитражным актом США 1925 года (United States Federal Arbitration Act 1925). На уровне штатов США третейское разбирательство — арбитраж, который регулируется законами или статутами конкретных штатов. Ведущей некоммерческой негосударственной организацией в США ведущей третейское разбирательство является Американская арбитражная ассоциация, которая в соответствии со своими правилами рассматривает споры как внутреннего характера, так и международного.

### Белоруссия
Третейский и арбитражный суд являются законной альтернативной государственным экономическим судам Республики Беларусь (п. 1 ст. 10 ГК Республики Беларусь).  
В РБ институт третейского разбирательства существовал с момента, когда «Положение о третейском суде», как приложение к Гражданскому процессуальному кодексу РСФСР, было постановлением III сессии ЦИК БССР от 26 июля 1923 года введено в действие на территории Белорусской ССР с 1 сентября 1923 года.
Деятельность третейских судов в современной Республике Беларусь регламентирована «Положением о третейском суде», являвшегося приложением к Гражданскому процессуальному кодексу Республики Беларусь от 11.01.1999 года, и наиболее детально урегулировавшим все вопросы, связанные с существованием института третейских судов, Законом Республики Беларусь от 18.07.2011 года "О третейских судах".
В настоящий момент третейские суды занимают значимое место в судебной системе Республики Беларусь, благодаря: 
1. Гарантированному исполнению решения в 168 странах мира (Республика Беларусь присоединилась к Нью-Йоркской Конвенции 1958 г.)
2. Упрощённой процедуре извещения сторон;
3. Необжалуемости финальных решений;
4. Конфиденциальности третейского разбирательства (предоставление информации о деле третьим лицам возможно лишь с согласия обеих сторон);
5. Возможности сторонам самим выбирать судей;
6. Низким сборам (размер третейского сбора на 20% ниже, чем госпошлина);
7. Полностью возмещаемым расходам на юристов;
8. Возможности разрешения спора дистанционно при помощи средств видеоконференцсвязи (в отличие от экономических судов, нет необходимости являться в специально оборудованные залы судов, участвовать в процессе можно, не выходя из офиса);
9. Соразмерности санкций.

Третейский суд, несмотря на свои глубокие исторические корни, является молодым правовым институтом для Республики Беларусь. Это обусловлено десятилетиями его фактического неприменения в БССР.